# 林祐永
林 祐永（イム・ウヨン、朝鮮語: 임우영/林祐永、1904年9月20日または1907年 - 1980年6月18日）は、日本統治時代の朝鮮の実業家、大韓民国の政治家。第3・4代韓国国会議員。
本貫は平沢林氏。

## 経歴
江原道通川郡出身。通川公立普通学校、通川簡易農業学校卒。京城医学専門学校修了、京城薬学専門学校中退、早稲田大学の校外生として政治経済科修了。水産業、商業会社勤務を経て、東拓会社出張所所長、通川郡庫底製油肥料造業組合理事、反託独立闘争委員会春城郡支部委員長、護国青年団春城郡団委員長、国民会春城郡支部委員長・江原道本部建設局長、自由党春城郡党委員長・江原道党部宣伝部長・中央党部組織部次長・中央委員、反共連盟春城郡支部委員長、北朝鮮避難民連盟江原道理事長、春川槿花同志会会長などを務めた。
1980年に老衰によりソウル市道峰区の自宅で死去。享年77。